# Élections législatives de 1967 dans la Manche
Les élections législatives françaises de 1967 se déroulent les 5 et 12 mars 1967.  Dans le département de la Manche, cinq députés sont à élire dans le cadre de cinq circonscriptions.

## Élus
| Circonscription | Député sortant    | Parti | Parti   | Député élu ou réélu | Parti | Parti |
| --------------- | ----------------- | ----- | ------- | ------------------- | ----- | ----- |
| 1re             | Constant Lepourry |       | UNR-UDT | Raymond Guilbert    |       | UD-Ve |
| 2e              | Émile Bizet       |       | UNR-UDT | Émile Bizet         |       | UD-Ve |
| 3e              | Henri Baudouin    |       | UNR-UDT | Henri Baudouin      |       | UD-Ve |
| 4e              | Pierre Godefroy   |       | UNR-UDT | Pierre Godefroy     |       | UD-Ve |
| 5e              | Jacques Hébert    |       | UNR-UDT | Jacques Hébert      |       | UD-Ve |

## Résultats

### Résultats à l'échelle du département
| Parti          | Parti                                           | Premier tour | Premier tour | Second tour | Second tour | Sièges |
| Parti          | Parti                                           | Voix         | %            | Voix        | %           | Sièges |
| -------------- | ----------------------------------------------- | ------------ | ------------ | ----------- | ----------- | ------ |
|                | Union des démocrates pour la Ve République      | 97 285       | 46,87        | 65 173      | 57,87       | 5      |
|                | Modérés                                         | 32 588       | 15,70        | 21 035      | 18,68       | 0      |
|                | Divers droite (gaulliste)                       | 14 154       | 6,82         | 26 417      | 23,46       | 0      |
|                | Union des républicains de progrès               | 144 027      | 69,39        | 112 625     | 100,00      | 5      |
|                |                                                 |              |              |             |             |        |
|                | Section française de l'Internationale ouvrière  | 20 334       | 9,80         |             |             | 0      |
|                | Convention des institutions républicaines       | 8 832        | 4,26         | 0           |             |        |
|                | Fédération de la gauche démocrate et socialiste | 29 166       | 14,05        |             |             | 0      |
|                |                                                 |              |              |             |             |        |
|                | Progrès et démocratie moderne                   | 19 584       | 9,44         |             |             | 0      |
|                | Parti communiste français                       | 14 785       | 7,12         | 0           |             |        |
|                |                                                 |              |              |             |             |        |
| Inscrits       | Inscrits                                        | 263 488      | 100,00       | 169 672     | 100,00      | 5      |
| Abstentions    | Abstentions                                     | 50 598       | 19,2         | 45 592      | 26,87       |        |
| Votants        | Votants                                         | 212 890      | 80,8         | 124 080     | 73,13       |        |
| Blancs et nuls | Blancs et nuls                                  | 5 328        | 2,5          | 11 455      | 9,23        |        |
| Exprimés       | Exprimés                                        | 207 562      | 97,5         | 112 625     | 90,77       |        |

### Résultats par circonscription

#### Première circonscription (Saint-Lô)
| Candidat       | Candidat                              | Parti                     | Premier tour | Premier tour | Second tour | Second tour |  |
| Candidat       | Candidat                              | Parti                     | Voix         | %            | Voix        | %           |  |
| -------------- | ------------------------------------- | ------------------------- | ------------ | ------------ | ----------- | ----------- |  |
|                | Raymond Guilbert élu                  | UD-Ve                     | 14 031       | 35,4         | 16 407      | 51,72       |  |
|                | Constant Lepourry sortant             | Divers droite (Gaulliste) | 6 827        | 17,23        | 15 314      | 48,28       |  |
|                | Gustave Le Provost de La Moissonnière | Modérés                   | 6 496        | 16,39        | Retrait     | Retrait     |  |
|                | Jean-Marie Daillet                    | CD (PDM)                  | 5 142        | 12,97        |             |             |  |
|                | Paul Bunisset                         | FGDS (CIR)                | 5 118        | 12,91        |             |             |  |
|                | Francis Dufour                        | PCF                       | 2 019        | 5,09         |             |             |  |
|                |                                       |                           |              |              |             |             |  |
| Inscrits       | Inscrits                              | Inscrits                  | 51 496       | 100,00       | 51 497      | 100,00      |  |
| Abstentions    | Abstentions                           | Abstentions               | 10 528       | 20,44        | 15 745      | 30,57       |  |
| Votants        | Votants                               | Votants                   | 40 968       | 79,56        | 35 752      | 69,43       |  |
| Blancs et nuls | Blancs et nuls                        | Blancs et nuls            | 1 335        | 3,26         | 4 031       | 11,27       |  |
| Exprimés       | Exprimés                              | Exprimés                  | 39 633       | 96,74        | 31 721      | 88,73       |  |

#### Deuxième circonscription (Avranches)
| Candidat       | Candidat                  | Parti          | Premier tour | Premier tour | Second tour | Second tour |  |
| Candidat       | Candidat                  | Parti          | Voix         | %            | Voix        | %           |  |
| -------------- | ------------------------- | -------------- | ------------ | ------------ | ----------- | ----------- |  |
|                | Émile Bizet sortant réélu | UD-Ve          | 22 613       | 43,79        | 27 485      | 56,65       |  |
|                | Paul Guinebault           | Modérés        | 13 731       | 26,59        | 21 035      | 43,35       |  |
|                | Pierre Hénault            | Modérés        | 7 292        | 14,12        | Retrait     | Retrait     |  |
|                | Robert Gras               | FGDS (CIR)     | 3 714        | 7,19         |             |             |  |
|                | Claude Lacoste            | PCF            | 2 667        | 5,16         |             |             |  |
|                | Auguste Huet              | Modérés        | 1 621        | 3,14         |             |             |  |
|                |                           |                |              |              |             |             |  |
| Inscrits       | Inscrits                  | Inscrits       | 64 893       | 100,00       | 64 888      | 100,00      |  |
| Abstentions    | Abstentions               | Abstentions    | 11 866       | 18,29        | 14 006      | 21,58       |  |
| Votants        | Votants                   | Votants        | 53 027       | 81,71        | 50 882      | 78,42       |  |
| Blancs et nuls | Blancs et nuls            | Blancs et nuls | 1 389        | 2,62         | 2 362       | 4,64        |  |
| Exprimés       | Exprimés                  | Exprimés       | 51 638       | 97,38        | 48 520      | 95,36       |  |

#### Troisième circonscription (Coutances)
| Candidat       | Candidat                     | Parti                     | Premier tour | Premier tour | Second tour | Second tour |  |
| Candidat       | Candidat                     | Parti                     | Voix         | %            | Voix        | %           |  |
| -------------- | ---------------------------- | ------------------------- | ------------ | ------------ | ----------- | ----------- |  |
|                | Henri Baudouin sortant réélu | UD-Ve                     | 17 297       | 42,21        | 21 281      | 65,71       |  |
|                | Hervé Troude                 | Divers droite (Gaulliste) | 7 327        | 17,88        | 11 103      | 34,29       |  |
|                | Michel Lecostey              | FGDS (SFIO)               | 5 253        | 12,82        |             |             |  |
|                | Jean-Claude Richard          | CD (PDM)                  | 4 533        | 11,06        |             |             |  |
|                | Eugène Delahaie              | Modérés                   | 3 448        | 8,41         |             |             |  |
|                | Renée Laplace-Dolonde        | PCF                       | 3 125        | 7,63         |             |             |  |
|                |                              |                           |              |              |             |             |  |
| Inscrits       | Inscrits                     | Inscrits                  | 53 287       | 100,00       | 53 287      | 100,00      |  |
| Abstentions    | Abstentions                  | Abstentions               | 11 100       | 20,83        | 15 841      | 29,73       |  |
| Votants        | Votants                      | Votants                   | 42 187       | 79,17        | 37 446      | 70,27       |  |
| Blancs et nuls | Blancs et nuls               | Blancs et nuls            | 1 204        | 2,85         | 5 062       | 13,52       |  |
| Exprimés       | Exprimés                     | Exprimés                  | 40 983       | 97,15        | 32 384      | 86,48       |  |

#### Quatrième circonscription (Valognes)
|                | Pierre Godefroy sortant réélu | UD-Ve          | 21 447 | 62,39  |  |  |  |
|                | Jean Masselin                 | CD (PDM)       | 6 627  | 19,28  |  |  |  |
|                | Henri Varin                   | FGDS (SFIO)    | 4 053  | 11,79  |  |  |  |
|                | Ginette Bihel                 | PCF            | 2 250  | 6,55   |  |  |  |
|                |                               |                |        |        |  |  |  |
| Inscrits       | Inscrits                      | Inscrits       | 43 047 | 100,00 |  |  |  |
| Abstentions    | Abstentions                   | Abstentions    | 7 943  | 18,45  |  |  |  |
| Votants        | Votants                       | Votants        | 35 104 | 81,55  |  |  |  |
| Blancs et nuls | Blancs et nuls                | Blancs et nuls | 727    | 2,07   |  |  |  |
| Exprimés       | Exprimés                      | Exprimés       | 34 377 | 97,93  |  |  |  |

#### Cinquième circonscription (Cherbourg)
|                | Jacques Hébert sortant réélu | UD-Ve          | 21 897 | 53,5   |  |  |  |
|                | Joseph Bocher                | FGDS (SFIO)    | 11 028 | 26,94  |  |  |  |
|                | Maurice Postaire             | PCF            | 4 724  | 11,54  |  |  |  |
|                | Jean-Paul Ryst               | CD (PDM)       | 3 282  | 8,02   |  |  |  |
|                |                              |                |        |        |  |  |  |
| Inscrits       | Inscrits                     | Inscrits       | 50 765 | 100,00 |  |  |  |
| Abstentions    | Abstentions                  | Abstentions    | 9 161  | 18,05  |  |  |  |
| Votants        | Votants                      | Votants        | 41 604 | 81,95  |  |  |  |
| Blancs et nuls | Blancs et nuls               | Blancs et nuls | 673    | 1,62   |  |  |  |
| Exprimés       | Exprimés                     | Exprimés       | 40 931 | 98,38  |  |  |  |